# Danh sách nguyên thủ quốc gia Belarus

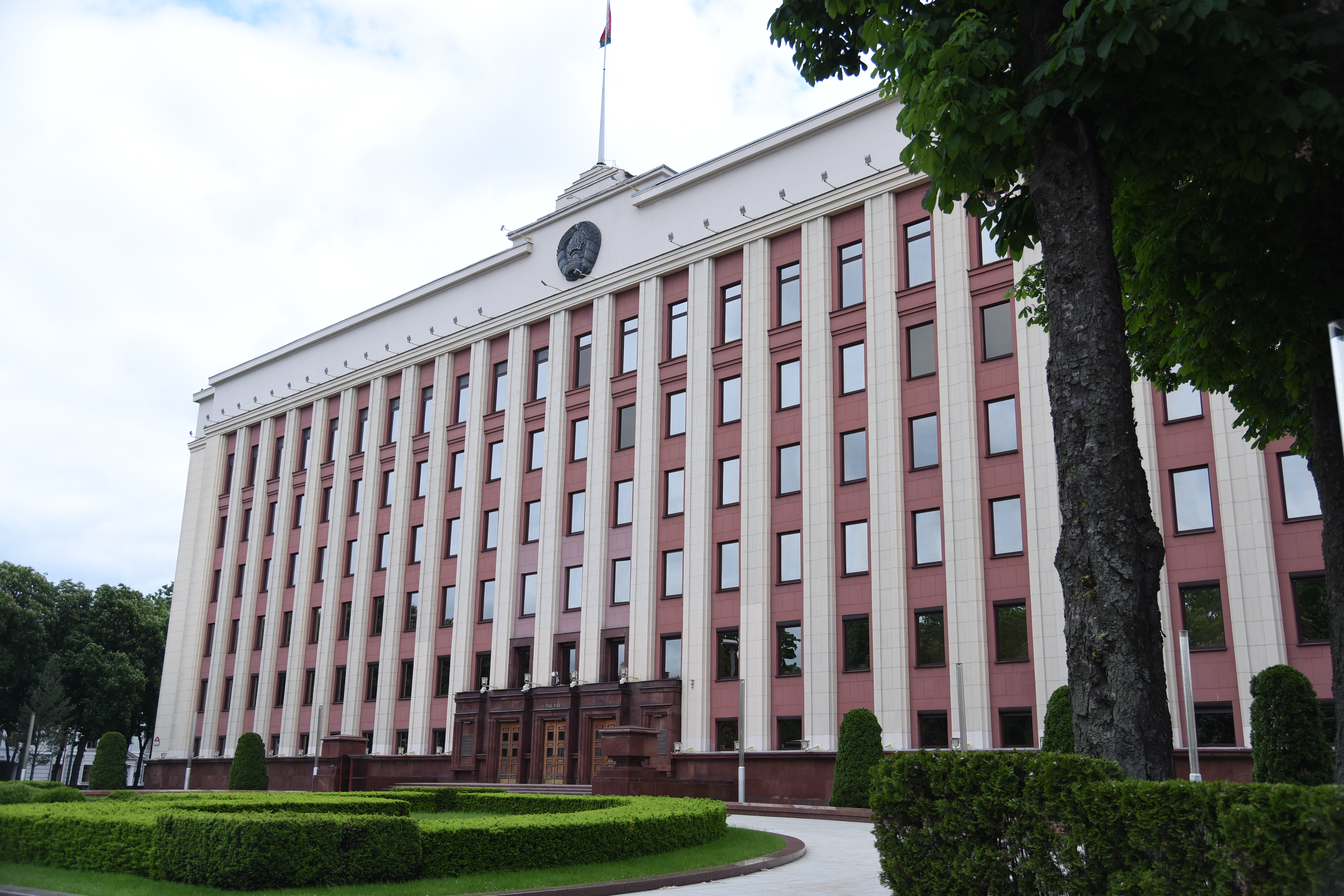
Phủ tổng thống Belarus tại Minsk

Nguyên thủ quốc gia Belarus là người đứng đầu nhà nước Belarus hiện đại, bao gồm cả Cộng hòa Nhân dân Belarus độc lập, Byelorussia Xô viết, nước cộng hòa thuộc Liên Xô và cuối cùng là tư cách quốc gia độc lập có chủ quyền.
Người đứng đầu nhà nước hiện tại là Tổng thống Cộng hòa Belarus (tiếng Belarus: Прэзідэнт Рэспублікі Беларусь).
Cột đầu tiên được tô màu nhằm phân biệt xu hướng chính trị của nhân vật cộng với thông tin tham khảo tại cột Đảng phái. Cột Đảng phái cũng bao gồm cả phi đảng phái (độc lập). Để thuận tiện, danh sách này được chia thành các giai đoạn đã được chấp nhận trong lịch sử Belarus. Mỗi phần đều có đoạn mở đầu để mô tả đặc điểm đời sống chính trị giai đoạn ấy.

## Cộng hòa Nhân dân Belarus (1918)
Tháng 2 năm 1917, Đại hội Toàn Belarus lần thứ nhất tổ chức tại Minsk đưa ra ý tưởng thành lập nhà nước riêng của người Belarus. Rada Belarus kêu gọi chiến tranh chống lại phe xô viết được thành lập sau Cách mạng Tháng Mười ở Minsk cũng như yêu sách một Belarus độc lập trong  Cộng hòa Nga. Phái đoàn mặt trận Tây Belorussia giải tán đại hội. Tháng 2 năm 1918, Đức chiếm đóng phần lớn Belarus trong Chiến dịch Faustschlag, quân xô biết rút khỏi Minsk. Ngày 21 tháng 2, ban chấp hành rada Đại hội Toàn Belarus tuyên bố thẩm quyền tạm thời trên toàn bộ vùng chiếm đóng. Ngày 9 tháng 3, Cộng hòa Nhân dân Belarus (tiếng Belarus: Беларуская Народная Рэспубліка; БНР - BNR) được tuyên bố thành lập và ra tuyên ngôn độc lập ngày 25 tháng 3 (nhưng không được Đức công nhận). Ngày 11 tháng 10, hiến pháp lâm thời được phê chuẩn. Tuy vậy, sau khi Đức bại trận, quân xô viết tái chiếm và giải tán  Rada BNR ngày 10 tháng 12. Ngày 13 tháng 12 năm 1919, khi Ba Lan chiếm đóng, rada được khôi phục tại Minsk. Cuối cùng đến 11 tháng 7 năm 1920, Hồng quân tiến vào và lại giải tán rada. Kể từ đó, rada trở thành chính phủ lưu vong.
|         | Chân dung | Họ tên (năm sinh-mất)                                                       | Giai đoạn           | Giai đoạn            | Đảng phái                               | Chức danh                                                                                           | T.k   |
| Bắt đầu | Chân dung | Họ tên (năm sinh-mất)                                                       | Kết thúc            |                      | Đảng phái                               | Chức danh                                                                                           | T.k   |
| ------- | --------- | --------------------------------------------------------------------------- | ------------------- | -------------------- | --------------------------------------- | --------------------------------------------------------------------------------------------------- | ----- |
| 1       |           | Ivan Mikitavič Sierada (1879—sau 1943) tiếng Belarus: Іван Мікітавіч Серада | 25 tháng 3 năm 1918 | 14 tháng 5 năm 1918  | Hiệp hội xã hội chủ nghĩa Belarus       | Chủ tịch Rada Cộng hòa Nhân dân Belarus tiếng Belarus: Старшыня Рады Беларускай Народнай Рэспублікі | [ 3 ] |
| Q       |           | Jazep Jur’jevič Liosik (1883—1940) tiếng Belarus: Язэп Юр’евіч Лёсік        | 14 tháng 5 năm 1918 | 10 tháng 12 năm 1918 | Đảng Dân chủ Xã hội Belarus (1918—1924) | Chủ tịch Rada Cộng hòa Nhân dân Belarus tiếng Belarus: Старшыня Рады Беларускай Народнай Рэспублікі | [ 4 ] |

## Cộng hòa Xô viết Xã hội chủ nghĩa Byelorussia (1919–1927)
Dựa trên Tuyên ngôn về Quyền các dân tộc Nga ngày 2 tháng 11 năm 1917, Hội nghị khu Tây Bắc VI Đảng cộng sản tổ chức ngày 30-31 tháng 12 năm 1918 tại Smolensk đã nghị quyết thành lập một nước cộng hòa Belarus nằm trong liên bang Xô viết. Ngày 1 tháng 1 năm 1919, chính quyền cách mạng công nông lâm thời đã ra tuyên ngôn thành lập Cộng hòa Xô viết Xã hội chủ nghĩa Byelorussia (tiếng Belarus: Сацыялістычная Савецкая Рэспубліка Беларусь) thuộc Nga Xô viết với thủ đô là Minsk. Ngày 31 tháng 1, Byelorussia ra khỏi nước Nga Xô viết. Ngày 27 tháng 2, Ủy ban Trung ương Đảng cộng sản cho sáp nhập Byelorussia và Litva thành Cộng hòa Xã hội chủ nghĩa Xô viết Litva–Byelorussia. Ngày 1 tháng 9, Ba Lan chiếm đóng hầu hết lãnh thổ Belarus, chính quyền chạy về Smolensk. Ngày 31 tháng 7 năm 1920, Hồng quân giải phóng Minsk và thông qua việc thành lập Belarus Xô viết có chủ quyền lần nữa. Sau chiến tranh Liên Xô-Ba Lan, lãnh thổ Tây Belarus đã được nhượng lại cho Ba Lan. Ngày 29 tháng 12 năm 1922, Belarus cùng Nga Xô viết, Ukraina Xô viết và Ngoại Kavkaz Xô viết ký  Hiệp ước về việc thành lập Liên Xô, có hiệu lực ngay ngày hôm sau. Tháng 4 năm 1927, Belarus thông qua hiến pháp xác nhận tên gọi chính thức là Cộng hòa Xô viết Xã hội chủ nghĩa Byelorussia.
| | Chân dung            | Họ tên (năm sinh-mất)                                                                   | Giai đoạn            | Giai đoạn | Đảng phái                            | Chức danh | T.k           |
| Bắt đầu | Chân dung            | Họ tên (năm sinh-mất)                                                                   | Kết thúc             | | Đảng phái                            | Chức danh | T.k           |
| --- | -------------------- | --------------------------------------------------------------------------------------- | -------------------- | --- | ------------------------------------ | --- | ------------- |
| 1 |                      | Zmicier Chviedaravič Žylunovič (1887—1937) tiếng Belarus: Зміцер Хведаравіч Жылуновіч   | 1 tháng 1 năm 1919   | 3 tháng 2 năm 1919 | Đảng Cộng sản (Bolshevik) Belorussia | Chủ tịch chính quyền Xô viết Công nông lâm thời Belarus tiếng Belarus: Старшыня Часовага рабоча-сялянскага савецкага ўраду Беларусі, La tinh hóa: Staršynia Časovaha raboča-sialianskaha savieckaha ŭradu Bielarusi | [ 8 ] [ 9 ]   |
| 2 |                      | Aliaksandr Fiodaravič Miasnikoŭ (1886—1925) tiếng Belarus: Аляксандр Фёдаравіч Мяснікоў | 3 tháng 2 năm 1919   | 27 tháng 2 năm 1919 | Đảng Cộng sản (Bolshevik) Belorussia | Chủ tịch chính quyền Xô viết Công nông lâm thời Belarus tiếng Belarus: Старшыня Часовага рабоча-сялянскага савецкага ўраду Беларусі, La tinh hóa: Staršynia Časovaha raboča-sialianskaha savieckaha ŭradu Bielarusi | [ 10 ] [ 11 ] |
| Từ 27 tháng 2 năm 1919 đến 31 tháng 7 năm 1920, Belarus thuộc Cộng hòa Xã hội chủ nghĩa Xô viết Litva–Byelorussia |                      |                                                                                         |                      | |                                      | |               |
| 3 (I—VII) |                      | Aliaksandr Ryhoravič Čarviakoŭ (1892—1937) tiếng Belarus: Аляксандр Рыгоравіч Чарвякоў  | 31 tháng 7 năm 1920  | 18 tháng 12 năm 1920 | Đảng Cộng sản (bolshevik) Belorussia | Chủ tịch quân ủy cách mạng Cộng hòa Xô viết Xã hội chủ nghĩa Byelorussia tiếng Belarus: Старшыня Ваенна-рэвалюцыйнага камітэта Сацыялістычнай Савецкай Рэспублікі Беларусь                                          | [ 12 ] [ 13 ] |
| 3 (I—VII) | 18 tháng 12 năm 1920 | Aliaksandr Ryhoravič Čarviakoŭ (1892—1937) tiếng Belarus: Аляксандр Рыгоравіч Чарвякоў  | 16 tháng 12 năm 1921 | Chủ tịch Ban Chấp hành Trung ương Cộng hòa Xô viết Xã hội chủ nghĩa Byelorussia tiếng Belarus: Старшыня Цэнтральнага Выканаўчага Камітэта Сацыялістычнай Савецкай Рэспублікі Беларусь | Đảng Cộng sản (bolshevik) Belorussia | | [ 12 ] [ 13 ] |
| 3 (I—VII) | 16 tháng 12 năm 1921 | Aliaksandr Ryhoravič Čarviakoŭ (1892—1937) tiếng Belarus: Аляксандр Рыгоравіч Чарвякоў  | 18 tháng 12 năm 1922 | Chủ tịch Ban Chấp hành Trung ương Cộng hòa Xô viết Xã hội chủ nghĩa Byelorussia tiếng Belarus: Старшыня Цэнтральнага Выканаўчага Камітэта Сацыялістычнай Савецкай Рэспублікі Беларусь | Đảng Cộng sản (bolshevik) Belorussia | | [ 12 ] [ 13 ] |
| 3 (I—VII) | 18 tháng 12 năm 1922 | Aliaksandr Ryhoravič Čarviakoŭ (1892—1937) tiếng Belarus: Аляксандр Рыгоравіч Чарвякоў  | 15 tháng 1 năm 1924  | Chủ tịch Ban Chấp hành Trung ương Cộng hòa Xô viết Xã hội chủ nghĩa Byelorussia tiếng Belarus: Старшыня Цэнтральнага Выканаўчага Камітэта Сацыялістычнай Савецкай Рэспублікі Беларусь | Đảng Cộng sản (bolshevik) Belorussia | | [ 12 ] [ 13 ] |
| 3 (I—VII) | 15 tháng 1 năm 1924  | Aliaksandr Ryhoravič Čarviakoŭ (1892—1937) tiếng Belarus: Аляксандр Рыгоравіч Чарвякоў  | 16 tháng 3 năm 1924  | Chủ tịch Ban Chấp hành Trung ương Cộng hòa Xô viết Xã hội chủ nghĩa Byelorussia tiếng Belarus: Старшыня Цэнтральнага Выканаўчага Камітэта Сацыялістычнай Савецкай Рэспублікі Беларусь | Đảng Cộng sản (bolshevik) Belorussia | | [ 12 ] [ 13 ] |
| 3 (I—VII) | 16 tháng 3 năm 1924  | Aliaksandr Ryhoravič Čarviakoŭ (1892—1937) tiếng Belarus: Аляксандр Рыгоравіч Чарвякоў  | 9 tháng 5 năm 1925   | Chủ tịch Ban Chấp hành Trung ương Cộng hòa Xô viết Xã hội chủ nghĩa Byelorussia tiếng Belarus: Старшыня Цэнтральнага Выканаўчага Камітэта Сацыялістычнай Савецкай Рэспублікі Беларусь | Đảng Cộng sản (bolshevik) Belorussia | | [ 12 ] [ 13 ] |
| 3 (I—VII) | 9 tháng 5 năm 1925   | Aliaksandr Ryhoravič Čarviakoŭ (1892—1937) tiếng Belarus: Аляксандр Рыгоравіч Чарвякоў  | 1 tháng 4 năm 1927   | Chủ tịch Ban Chấp hành Trung ương Cộng hòa Xô viết Xã hội chủ nghĩa Byelorussia tiếng Belarus: Старшыня Цэнтральнага Выканаўчага Камітэта Сацыялістычнай Савецкай Рэспублікі Беларусь | Đảng Cộng sản (bolshevik) Belorussia | | [ 12 ] [ 13 ] |

## Cộng hòa Xô viết Xã hội chủ nghĩa Byelorussia (1927–1936) thuộc Liên Xô
Tháng 4 năm 1927 thông hiến pháp mới xác định tên Cộng hòa Xô viết Xã hội chủ nghĩa Byelorussia (tiếng Belarus: Беларуская Сацыялістычная Савецкая Рэспубліка). Ngày 5 tháng 12 năm 1936, Đại hội toàn Liên Xô lần thứ VIII thông qua Hiến pháp Xô viết 1936 ghi tên mới cho Belarus là Cộng hòa Xã hội chủ nghĩa Xô viết Byelorussia.
|             | Chân dung           | Họ tên (năm sinh-mất)                                                                  | Giai đoạn           | Giai đoạn           | Đảng phái                            | Chức danh | T.k           |
| Bắt đầu     | Chân dung           | Họ tên (năm sinh-mất)                                                                  | Kết thúc            |                     | Đảng phái                            | Chức danh | T.k           |
| ----------- | ------------------- | -------------------------------------------------------------------------------------- | ------------------- | ------------------- | ------------------------------------ | --- | ------------- |
| 3 (VIII—XI) |                     | Aliaksandr Ryhoravič Čarviakoŭ (1892—1937) tiếng Belarus: Аляксандр Рыгоравіч Чарвякоў | 11 tháng 4 năm 1927 | 15 tháng 5 năm 1929 | Đảng Cộng sản (bolshevik) Belorussia | Chủ tịch Ban Chấp hành Trung ương Xô viết Cộng hòa xã hội chủ nghĩa Byelorussia tiếng Belarus: Старшыня Цэнтральнага Выканаўчага Камітэта Беларускай Сацыялістычнай Савецкай Рэспублікі | [ 12 ] [ 13 ] |
| 3 (VIII—XI) | 15 tháng 5 năm 1929 | Aliaksandr Ryhoravič Čarviakoŭ (1892—1937) tiếng Belarus: Аляксандр Рыгоравіч Чарвякоў | 28 tháng 2 năm 1931 |                     | Đảng Cộng sản (bolshevik) Belorussia | Chủ tịch Ban Chấp hành Trung ương Xô viết Cộng hòa xã hội chủ nghĩa Byelorussia tiếng Belarus: Старшыня Цэнтральнага Выканаўчага Камітэта Беларускай Сацыялістычнай Савецкай Рэспублікі | [ 12 ] [ 13 ] |
| 3 (VIII—XI) | 28 tháng 2 năm 1931 | Aliaksandr Ryhoravič Čarviakoŭ (1892—1937) tiếng Belarus: Аляксандр Рыгоравіч Чарвякоў | 23 tháng 1 năm 1935 |                     | Đảng Cộng sản (bolshevik) Belorussia | Chủ tịch Ban Chấp hành Trung ương Xô viết Cộng hòa xã hội chủ nghĩa Byelorussia tiếng Belarus: Старшыня Цэнтральнага Выканаўчага Камітэта Беларускай Сацыялістычнай Савецкай Рэспублікі | [ 12 ] [ 13 ] |
| 3 (VIII—XI) | 23 tháng 1 năm 1935 | Aliaksandr Ryhoravič Čarviakoŭ (1892—1937) tiếng Belarus: Аляксандр Рыгоравіч Чарвякоў | 5 tháng 12 năm 1936 |                     | Đảng Cộng sản (bolshevik) Belorussia | Chủ tịch Ban Chấp hành Trung ương Xô viết Cộng hòa xã hội chủ nghĩa Byelorussia tiếng Belarus: Старшыня Цэнтральнага Выканаўчага Камітэта Беларускай Сацыялістычнай Савецкай Рэспублікі | [ 12 ] [ 13 ] |

## Cộng hòa Xã hội chủ nghĩa Xô viết Byelorussia (1936–1991) thuộc Liên Xô
Tháng 2 năm 1937, tại Đại hội Xô viết toàn Belarus lần thứ XII, hiến pháp nước cộng hòa đã được thông qua, Xô viết tối cao nhiệm kỳ 4 năm trở thành cơ quan quyền lực nhà nước cao nhất ở Belarus.
Ngày 27 tháng 7 năm 1991, Xô viết tối cao họp lại ra Tuyên bố về chủ quyền nhà nước. Tháng 8 năm 1991, Ủy ban Trung ương Đảng Cộng sản Byelorussia ủng hộ đảo chính của Ủy ban Nhà nước về tình trạng khẩn cấp ở Moskva. Ngày 25 tháng 8, Xô viết tối cao đình chỉ hoạt động của Đảng cộng sản, và ra tuyên bố độc lập cho Belarus cùng ngày.
|                                                       | Chân dung                                                                                      | Họ tên (năm sinh-mất)                                                                        | Giai đoạn            | Giai đoạn | Đảng phái                            | Chức danh | T.k    |
| Bắt đầu                                               | Chân dung                                                                                      | Họ tên (năm sinh-mất)                                                                        | Kết thúc             | | Đảng phái                            | Chức danh | T.k    |
| ----------------------------------------------------- | ---------------------------------------------------------------------------------------------- | -------------------------------------------------------------------------------------------- | -------------------- | --- | ------------------------------------ | --- | ------ |
| 3 (XI)                                                |                                                                                                | Aliaksandr Ryhoravič Čarviakoŭ (1892—1937) tiếng Belarus: Аляксандр Рыгоравіч Чарвякоў       | 5 tháng 12 năm 1936  | 16 tháng 6 năm 1937 | Đảng Cộng sản (bolshevik) Belorussia | Chủ tịch Ban Chấp hành Trung ương Cộng hòa xã hội chủ nghĩa Xô viết Byelorussia tiếng Belarus: Старшыня Цэнтральнага Выканаўчага Камітэта Беларускай Савецкай Сацыялістычнай Рэспублікі | [ 12 ] |
| Chức vụ bỏ trống từ 16 tháng 6 đến 7 tháng 7 năm 1937 |                                                                                                |                                                                                              |                      | |                                      | |        |
| 4                                                     |                                                                                                | Michail Vosipavič Stakun (1893—1943) tiếng Belarus: Міхаіл Восіпавіч Стакун                  | 7 tháng 7 năm 1937   | 14 tháng 11 năm 1937 | Đảng Cộng sản (bolshevik) Belorussia | Chủ tịch Ban Chấp hành Trung ương Cộng hòa xã hội chủ nghĩa Xô viết Byelorussia tiếng Belarus: Старшыня Цэнтральнага Выканаўчага Камітэта Беларускай Савецкай Сацыялістычнай Рэспублікі | [ 15 ] |
| Q                                                     |                                                                                                | Nikifor Jakaŭlievič Natalievič (1900—1964) tiếng Belarus: Нікіфор Якаўлевіч Наталевіч        | 14 tháng 11 năm 1937 | 25 tháng 7 năm 1938 | Đảng Cộng sản (bolshevik) Belorussia | Chủ tịch Ban Chấp hành Trung ương Cộng hòa xã hội chủ nghĩa Xô viết Byelorussia tiếng Belarus: Старшыня Цэнтральнага Выканаўчага Камітэта Беларускай Савецкай Сацыялістычнай Рэспублікі | [ 16 ] |
| 5 (I—II)                                              | 25 tháng 7 năm 1938                                                                            | Nikifor Jakaŭlievič Natalievič (1900—1964) tiếng Belarus: Нікіфор Якаўлевіч Наталевіч        | 14 tháng 3 năm 1947  | Chủ tịch Đoàn chủ tịch Xô viết tối cao Cộng hòa Xã hội chủ nghĩa Xô viết Byelorussia tiếng Belarus: Старшыня Прэзідыума Вярхоўнага Савета Беларускай Савецкай Сацыялістычнай Рэспублікі | Đảng Cộng sản (bolshevik) Belorussia | | [ 16 ] |
| 5 (I—II)                                              | 14 tháng 3 năm 1947                                                                            | Nikifor Jakaŭlievič Natalievič (1900—1964) tiếng Belarus: Нікіфор Якаўлевіч Наталевіч        | 17 tháng 3 năm 1948  | Chủ tịch Đoàn chủ tịch Xô viết tối cao Cộng hòa Xã hội chủ nghĩa Xô viết Byelorussia tiếng Belarus: Старшыня Прэзідыума Вярхоўнага Савета Беларускай Савецкай Сацыялістычнай Рэспублікі | Đảng Cộng sản (bolshevik) Belorussia | | [ 16 ] |
| 6 (I—VI)                                              |                                                                                                | Vasilij Ivanavič Kazloŭ (1903—1967) tiếng Belarus: Васілій Іванавіч Казлоў                   | 17 tháng 3 năm 1948  | Chủ tịch Đoàn chủ tịch Xô viết tối cao Cộng hòa Xã hội chủ nghĩa Xô viết Byelorussia tiếng Belarus: Старшыня Прэзідыума Вярхоўнага Савета Беларускай Савецкай Сацыялістычнай Рэспублікі | Đảng Cộng sản (bolshevik) Belorussia | 5 tháng 4 năm 1951 | [ 17 ] |
| 6 (I—VI)                                              | 5 tháng 4 năm 1951                                                                             | Vasilij Ivanavič Kazloŭ (1903—1967) tiếng Belarus: Васілій Іванавіч Казлоў                   | 30 tháng 3 năm 1955  | Chủ tịch Đoàn chủ tịch Xô viết tối cao Cộng hòa Xã hội chủ nghĩa Xô viết Byelorussia tiếng Belarus: Старшыня Прэзідыума Вярхоўнага Савета Беларускай Савецкай Сацыялістычнай Рэспублікі | Đảng Cộng sản (bolshevik) Belorussia | | [ 17 ] |
| 6 (I—VI)                                              | 30 tháng 3 năm 1955                                                                            | Vasilij Ivanavič Kazloŭ (1903—1967) tiếng Belarus: Васілій Іванавіч Казлоў                   | 9 tháng 4 năm 1959   | Chủ tịch Đoàn chủ tịch Xô viết tối cao Cộng hòa Xã hội chủ nghĩa Xô viết Byelorussia tiếng Belarus: Старшыня Прэзідыума Вярхоўнага Савета Беларускай Савецкай Сацыялістычнай Рэспублікі | Đảng Cộng sản Belorussia             | | [ 17 ] |
| 6 (I—VI)                                              | 9 tháng 4 năm 1959                                                                             | Vasilij Ivanavič Kazloŭ (1903—1967) tiếng Belarus: Васілій Іванавіч Казлоў                   | 29 tháng 3 năm 1963  | Chủ tịch Đoàn chủ tịch Xô viết tối cao Cộng hòa Xã hội chủ nghĩa Xô viết Byelorussia tiếng Belarus: Старшыня Прэзідыума Вярхоўнага Савета Беларускай Савецкай Сацыялістычнай Рэспублікі | Đảng Cộng sản Belorussia             | | [ 17 ] |
| 6 (I—VI)                                              | 29 tháng 3 năm 1963                                                                            | Vasilij Ivanavič Kazloŭ (1903—1967) tiếng Belarus: Васілій Іванавіч Казлоў                   | 24 tháng 4 năm 1967  | Chủ tịch Đoàn chủ tịch Xô viết tối cao Cộng hòa Xã hội chủ nghĩa Xô viết Byelorussia tiếng Belarus: Старшыня Прэзідыума Вярхоўнага Савета Беларускай Савецкай Сацыялістычнай Рэспублікі | Đảng Cộng sản Belorussia             | | [ 17 ] |
| 6 (I—VI)                                              | 24 tháng 4 năm 1967                                                                            | Vasilij Ivanavič Kazloŭ (1903—1967) tiếng Belarus: Васілій Іванавіч Казлоў                   | 2 tháng 12 năm 1967  | Chủ tịch Đoàn chủ tịch Xô viết tối cao Cộng hòa Xã hội chủ nghĩa Xô viết Byelorussia tiếng Belarus: Старшыня Прэзідыума Вярхоўнага Савета Беларускай Савецкай Сацыялістычнай Рэспублікі | Đảng Cộng sản Belorussia             | | [ 17 ] |
| Q                                                     |                                                                                                | Fiedar Anisimavič Surhanaŭ (1911—1976) tiếng Belarus: Федар Анісімавіч Сурганаў              | 2 tháng 12 năm 1967  | Chủ tịch Đoàn chủ tịch Xô viết tối cao Cộng hòa Xã hội chủ nghĩa Xô viết Byelorussia tiếng Belarus: Старшыня Прэзідыума Вярхоўнага Савета Беларускай Савецкай Сацыялістычнай Рэспублікі | Đảng Cộng sản Belorussia             | 22 tháng 1 năm 1968 | [ 18 ] |
| Q                                                     | Valiancina Aliaksiejeŭna Klačkova (1924—sau 2010) tiếng Belarus: Валянціна Аляксееўна Клачкова |                                                                                              | 2 tháng 12 năm 1967  | Chủ tịch Đoàn chủ tịch Xô viết tối cao Cộng hòa Xã hội chủ nghĩa Xô viết Byelorussia tiếng Belarus: Старшыня Прэзідыума Вярхоўнага Савета Беларускай Савецкай Сацыялістычнай Рэспублікі | Đảng Cộng sản Belorussia             | 22 tháng 1 năm 1968 |        |
| 7                                                     |                                                                                                | Siarhiej Vosipavič Prytycki (1913—1971) tiếng Belarus: Сяргей Восіпавіч Прытыцкі             | 22 tháng 1 năm 1968  | Chủ tịch Đoàn chủ tịch Xô viết tối cao Cộng hòa Xã hội chủ nghĩa Xô viết Byelorussia tiếng Belarus: Старшыня Прэзідыума Вярхоўнага Савета Беларускай Савецкай Сацыялістычнай Рэспублікі | Đảng Cộng sản Belorussia             | 13 tháng 6 năm 1971 | [ 19 ] |
| Q                                                     |                                                                                                | Fiedar Anisimavič Surhanaŭ (1911—1976) tiếng Belarus: Федар Анісімавіч Сурганаў              | 13 tháng 6 năm 1971  | Chủ tịch Đoàn chủ tịch Xô viết tối cao Cộng hòa Xã hội chủ nghĩa Xô viết Byelorussia tiếng Belarus: Старшыня Прэзідыума Вярхоўнага Савета Беларускай Савецкай Сацыялістычнай Рэспублікі | Đảng Cộng sản Belorussia             | 16 tháng 7 năm 1971 | [ 18 ] |
| Q                                                     | Valiancina Aliaksiejeŭna Klačkova (1924—sau 2010) tiếng Belarus: Валянціна Аляксееўна Клачкова |                                                                                              | 13 tháng 6 năm 1971  | Chủ tịch Đoàn chủ tịch Xô viết tối cao Cộng hòa Xã hội chủ nghĩa Xô viết Byelorussia tiếng Belarus: Старшыня Прэзідыума Вярхоўнага Савета Беларускай Савецкай Сацыялістычнай Рэспублікі | Đảng Cộng sản Belorussia             | 16 tháng 7 năm 1971 |        |
| Q                                                     |                                                                                                | Ivan Frolavič Klimaŭ (1903—1991) tiếng Belarus: Іван Фролавіч Клімаў                         | 13 tháng 6 năm 1971  | Chủ tịch Đoàn chủ tịch Xô viết tối cao Cộng hòa Xã hội chủ nghĩa Xô viết Byelorussia tiếng Belarus: Старшыня Прэзідыума Вярхоўнага Савета Беларускай Савецкай Сацыялістычнай Рэспублікі | Đảng Cộng sản Belorussia             | 16 tháng 7 năm 1971 | [ 20 ] |
| 8 (I—II)                                              |                                                                                                | Fiedar Anisimavič Surhanaŭ (1911—1976) tiếng Belarus: Федар Анісімавіч Сурганаў              | 16 tháng 7 năm 1971  | Chủ tịch Đoàn chủ tịch Xô viết tối cao Cộng hòa Xã hội chủ nghĩa Xô viết Byelorussia tiếng Belarus: Старшыня Прэзідыума Вярхоўнага Савета Беларускай Савецкай Сацыялістычнай Рэспублікі | Đảng Cộng sản Belorussia             | 25 tháng 7 năm 1975 | [ 18 ] |
| 8 (I—II)                                              | 25 tháng 7 năm 1975                                                                            | Fiedar Anisimavič Surhanaŭ (1911—1976) tiếng Belarus: Федар Анісімавіч Сурганаў              | 26 tháng 12 năm 1976 | Chủ tịch Đoàn chủ tịch Xô viết tối cao Cộng hòa Xã hội chủ nghĩa Xô viết Byelorussia tiếng Belarus: Старшыня Прэзідыума Вярхоўнага Савета Беларускай Савецкай Сацыялістычнай Рэспублікі | Đảng Cộng sản Belorussia             | | [ 18 ] |
| Q                                                     |                                                                                                | Uladzimir Jelisiejevič Labanok (1907—1984) tiếng Belarus: Уладзімір Елісеевіч Лабанок        | 27 tháng 12 năm 1976 | Chủ tịch Đoàn chủ tịch Xô viết tối cao Cộng hòa Xã hội chủ nghĩa Xô viết Byelorussia tiếng Belarus: Старшыня Прэзідыума Вярхоўнага Савета Беларускай Савецкай Сацыялістычнай Рэспублікі | Đảng Cộng sản Belorussia             | 28 tháng 2 năm 1977 | [ 21 ] |
| Q                                                     |                                                                                                | Zinaida Michajlaŭna Byčkoŭskaja (1941—) tiếng Belarus: Зінаіда Міхайлаўна Бычкоўская         | 27 tháng 12 năm 1976 | Chủ tịch Đoàn chủ tịch Xô viết tối cao Cộng hòa Xã hội chủ nghĩa Xô viết Byelorussia tiếng Belarus: Старшыня Прэзідыума Вярхоўнага Савета Беларускай Савецкай Сацыялістычнай Рэспублікі | Đảng Cộng sản Belorussia             | 28 tháng 2 năm 1977 | [ 22 ] |
| 9 (I—III)                                             |                                                                                                | Ivan Jaŭciejevič Paliakoŭ (1914—2004) tiếng Belarus: Іван Яўцеевіч Палякоў                   | 28 tháng 2 năm 1977  | Chủ tịch Đoàn chủ tịch Xô viết tối cao Cộng hòa Xã hội chủ nghĩa Xô viết Byelorussia tiếng Belarus: Старшыня Прэзідыума Вярхоўнага Савета Беларускай Савецкай Сацыялістычнай Рэспублікі | Đảng Cộng sản Belorussia             | 14 tháng 3 năm 1980 | [ 23 ] |
| 9 (I—III)                                             | 14 tháng 3 năm 1980                                                                            | Ivan Jaŭciejevič Paliakoŭ (1914—2004) tiếng Belarus: Іван Яўцеевіч Палякоў                   | 28 tháng 3 năm 1985  | Chủ tịch Đoàn chủ tịch Xô viết tối cao Cộng hòa Xã hội chủ nghĩa Xô viết Byelorussia tiếng Belarus: Старшыня Прэзідыума Вярхоўнага Савета Беларускай Савецкай Сацыялістычнай Рэспублікі | Đảng Cộng sản Belorussia             | | [ 23 ] |
| 9 (I—III)                                             | 28 tháng 3 năm 1985                                                                            | Ivan Jaŭciejevič Paliakoŭ (1914—2004) tiếng Belarus: Іван Яўцеевіч Палякоў                   | 29 tháng 11 năm 1985 | Chủ tịch Đoàn chủ tịch Xô viết tối cao Cộng hòa Xã hội chủ nghĩa Xô viết Byelorussia tiếng Belarus: Старшыня Прэзідыума Вярхоўнага Савета Беларускай Савецкай Сацыялістычнай Рэспублікі | Đảng Cộng sản Belorussia             | | [ 23 ] |
| 10                                                    |                                                                                                | Hieorhij Stanislavavič Tarazievič (1937—2003) tiếng Belarus: Георгій Станіслававіч Таразевіч | 29 tháng 11 năm 1985 | Chủ tịch Đoàn chủ tịch Xô viết tối cao Cộng hòa Xã hội chủ nghĩa Xô viết Byelorussia tiếng Belarus: Старшыня Прэзідыума Вярхоўнага Савета Беларускай Савецкай Сацыялістычнай Рэспублікі | Đảng Cộng sản Belorussia             | 28 tháng 7 năm 1989 | [ 24 ] |
| 11 (I—II)                                             |                                                                                                | Mikalaj Ivanavič Dziemianciej (1930—2018) tiếng Belarus: Мікалай Іванавіч Дземянцей          | 28 tháng 7 năm 1989  | Chủ tịch Đoàn chủ tịch Xô viết tối cao Cộng hòa Xã hội chủ nghĩa Xô viết Byelorussia tiếng Belarus: Старшыня Прэзідыума Вярхоўнага Савета Беларускай Савецкай Сацыялістычнай Рэспублікі | Đảng Cộng sản Belorussia             | 15 tháng 5 năm 1990 | [ 25 ] |
| 11 (I—II)                                             | 15 tháng 5 năm 1990                                                                            | Mikalaj Ivanavič Dziemianciej (1930—2018) tiếng Belarus: Мікалай Іванавіч Дземянцей          | 25 tháng 8 năm 1991  | Chủ tịch Hội đồng tối cao Cộng hòa Xã hội chủ nghĩa Xô viết Byelorussia tiếng Belarus: Старшыня Вярхоўнага Савета Беларускай Сацыялістычнай Савецкай Рэспублікі                         | Đảng Cộng sản Belorussia             | | [ 25 ] |

## Cộng hòa Belarus (1991–nay)
Ngày 25 tháng 8, Hội đồng tối cao tuyên bố độc lập và ngày 19 tháng 9 đổi tên đất nước thành Cộng hòa Belarus (tiếng Belarus: Рэспубліка Беларусь). Đến tháng 7 năm 1994, Belarus tổ chức bầu cử và Aliaksandr Ryhoravič Lukašenka được bầu làm tổng thống. Ngày 3 tháng 1 năm 2024, Lukašenka ký ban hành luật tổng thống sửa đổi theo Hiến pháp sửa đổi năm 2023 quy định tổng thống không được nắm quyền hơn 2 nhiệm kỳ liên tiếp, áp dụng từ nhiệm kỳ tới.
|           | Chân dung           | Họ tên (năm sinh-mất)                                                                         | Giai đoạn           | Giai đoạn                                                                                                | Đảng phái | Bầu cử              | Chức danh | T.k           |
| Bắt đầu   | Chân dung           | Họ tên (năm sinh-mất)                                                                         | Kết thúc            | | Đảng phái | Bầu cử              | Chức danh | T.k           |
| --------- | ------------------- | --------------------------------------------------------------------------------------------- | ------------------- | --- | --------- | ------------------- | --- | ------------- |
| Q         |                     | Stanislaŭ Stanislavavič Šuškievič (1934—2022) tiếng Belarus: Станіслаў Станіслававіч Шушкевіч | 25 tháng 8 năm 1991 | 19 tháng 9 năm 1991                                                                                      | Độc lập   | [ p ]               | Chủ tịch Hội đồng tối cao Cộng hòa Xã hội chủ nghĩa Xô viết Byelorussia tiếng Belarus: Старшыня Вярхоўнага Савета Беларускай Савецкай Сацыялістычнай Рэспублікі | [ 27 ] [ 28 ] |
| 12        | 19 tháng 9 năm 1991 | Stanislaŭ Stanislavavič Šuškievič (1934—2022) tiếng Belarus: Станіслаў Станіслававіч Шушкевіч | 26 tháng 1 năm 1994 | Chủ tịch Hội đồng tối cao Cộng hòa Belarus tiếng Belarus: Старшыня Вярхоўнага Савета Рэспублікі Беларусь | Độc lập   | [ p ]               | | [ 27 ] [ 28 ] |
| Q         |                     | Viačaslaŭ Mikalajevič Kuzniacoŭ (1947—) tiếng Belarus: Вячаслаў Мікалаевіч Кузняцоў           | 26 tháng 1 năm 1994 | Chủ tịch Hội đồng tối cao Cộng hòa Belarus tiếng Belarus: Старшыня Вярхоўнага Савета Рэспублікі Беларусь | Độc lập   | 28 tháng 1 năm 1994 | [ r ] | [ 29 ]        |
| 13        |                     | Miečyslaŭ Ivanavič Hryb (1938—) tiếng Belarus: Мечыслаў Іванавіч Грыб                         | 28 tháng 1 năm 1994 | Chủ tịch Hội đồng tối cao Cộng hòa Belarus tiếng Belarus: Старшыня Вярхоўнага Савета Рэспублікі Беларусь | Độc lập   | 20 tháng 7 năm 1994 | [ s ] | [ 30 ]        |
| 14 (I—VI) |                     | Aliaksandr Ryhoravič Lukašenka (1954—) tiếng Belarus: Аляксандр Рыгоравіч Лукашэнка           | 20 tháng 7 năm 1994 | 20 tháng 9 năm 2001                                                                                      | Độc lập   | 1994                | Tổng thống Cộng hòa Belarus tiếng Belarus: Прэзідэнт Рэспублікі Беларусь                                                                                        | [ 31 ] [ 32 ] |
| 14 (I—VI) | 20 tháng 9 năm 2001 | Aliaksandr Ryhoravič Lukašenka (1954—) tiếng Belarus: Аляксандр Рыгоравіч Лукашэнка           | 8 tháng 4 năm 2006  | 2001 | Độc lập   |                     | Tổng thống Cộng hòa Belarus tiếng Belarus: Прэзідэнт Рэспублікі Беларусь                                                                                        | [ 31 ] [ 32 ] |
| 14 (I—VI) | 8 tháng 4 năm 2006  | Aliaksandr Ryhoravič Lukašenka (1954—) tiếng Belarus: Аляксандр Рыгоравіч Лукашэнка           | 21 tháng 1 năm 2011 | 2006 | Độc lập   |                     | Tổng thống Cộng hòa Belarus tiếng Belarus: Прэзідэнт Рэспублікі Беларусь                                                                                        | [ 31 ] [ 32 ] |
| 14 (I—VI) | 21 tháng 1 năm 2011 | Aliaksandr Ryhoravič Lukašenka (1954—) tiếng Belarus: Аляксандр Рыгоравіч Лукашэнка           | 6 tháng 11 năm 2015 | 2010 | Độc lập   |                     | Tổng thống Cộng hòa Belarus tiếng Belarus: Прэзідэнт Рэспублікі Беларусь                                                                                        | [ 31 ] [ 32 ] |
| 14 (I—VI) | 6 tháng 11 năm 2015 | Aliaksandr Ryhoravič Lukašenka (1954—) tiếng Belarus: Аляксандр Рыгоравіч Лукашэнка           | 23 tháng 9 năm 2020 | 2015 | Độc lập   |                     | Tổng thống Cộng hòa Belarus tiếng Belarus: Прэзідэнт Рэспублікі Беларусь                                                                                        | [ 31 ] [ 32 ] |
| 14 (I—VI) | 23 tháng 9 năm 2020 | Aliaksandr Ryhoravič Lukašenka (1954—) tiếng Belarus: Аляксандр Рыгоравіч Лукашэнка           | đương nhiệm         | 2020 | Độc lập   |                     | Tổng thống Cộng hòa Belarus tiếng Belarus: Прэзідэнт Рэспублікі Беларусь                                                                                        | [ 31 ] [ 32 ] |